# OR13C8
OR13C8 (англ. Olfactory receptor family 13 subfamily C member 8) – білок, який кодується однойменним геном, розташованим у людей на короткому плечі 9-ї хромосоми. Довжина поліпептидного ланцюга білка становить 320 амінокислот, а молекулярна маса — 35 294.
| 10         |  | 20         |  | 30         |  | 40         |  | 50         |
| ---------- |  | ---------- |  | ---------- |  | ---------- |  | ---------- |
| MERTNDSTST |  | EFFLVGLSAH |  | PKLQTVFFVL |  | ILWMYLMILL |  | GNGVLISVII |
| FDSHLHTPMY |  | FFLCNLSFLD |  | VCYTSSSVPL |  | ILASFLAVKK |  | KVSFSGCMVQ |
| MFISFAMGAT |  | ECMILGTMAL |  | DRYVAICYPL |  | RYPVIMSKGA |  | YVAMAAGSWV |
| TGLVDSVVQT |  | AFAMQLPFCA |  | NNVIKHFVCE |  | ILAILKLACA |  | DISINVISMT |
| GSNLIVLVIP |  | LLVISISYIF |  | IVATILRIPS |  | TEGKHKAFST |  | CSAHLTVVII |
| FYGTIFFMYA |  | KPESKASVDS |  | GNEDIIEALI |  | SLFYGVMTPM |  | LNPLIYSLRN |
| KDVKAAVKNI |  | LCRKNFSDGK |  |            |  |            |  |            |

A: Аланін

C: Цистеїн

D: Аспарагінова кислота

E: Глутамінова кислота

F: Фенілаланін

G: Гліцин

H: Гістидин

I: Ізолейцин

K: Лізин

L: Лейцин

M: Метіонін

N: Аспарагін

P: Пролін

Q: Глутамін

R: Аргінін

S: Серин

T: Треонін

V: Валін

W: Триптофан

Кодований геном білок за функціями належить до рецепторів, g-білокспряжених рецепторів, білків внутрішньоклітинного сигналінгу. 
Локалізований у клітинній мембрані, мембрані.